# Portes, Gard
Portes là một xã trong vùng Occitanie. Xã Portes, Gard nằm ở khu vực có độ cao trung bình 550 mét trên mực nước biển.
Tại đây có lâu đài Portes.